# Тешилово (Тверська область)
Тешилово (рос. Тешилово) — присілок в Конаковському районі Тверської області Російської Федерації.
Населення становить 58 осіб. Входить до складу муніципального утворення селище Новозавидовский.

## Історія
Від 2005 року входить до складу муніципального утворення селище Новозавидовский.

## Населення
| 2010 |
| ---- |
| 58   |